# Monochaetia carissae
Monochaetia carissae är en svampart som beskrevs av Munjal & J.N. Kapoor 1963. Monochaetia carissae ingår i släktet Monochaetia och familjen Amphisphaeriaceae.   Inga underarter finns listade i Catalogue of Life.